# Vlag van Gent
De vlag van Gent werd door de gemeenteraad op 23 april 1990 officieel vastgesteld, en is gebaseerd op het wapen van Gent en is dus ook zwart met een witte leeuw, rood getongd, geel geklauwd, gekroond en gehalsband, de halsband voorzien van een geel kruisje.
De vlag werd op 9 oktober 1990 werd hij door het ministerieel besluit bevestigd, en werd pas op 25 september 1991 officieel toegekend aan de Oost-Vlaamse stad Gent.
Officieel wordt de vlag beschreven als:
Zwart met een witte leeuw, rood getongd, geel geklauwd, gekroond en gehalsband, de halsband voorzien van een geel kruisje.
Het wapen van de stad is gebaseerd op het wapen van Vlaanderen waar we een zwarte leeuw op een gele achtergrond terug kunnen vinden.

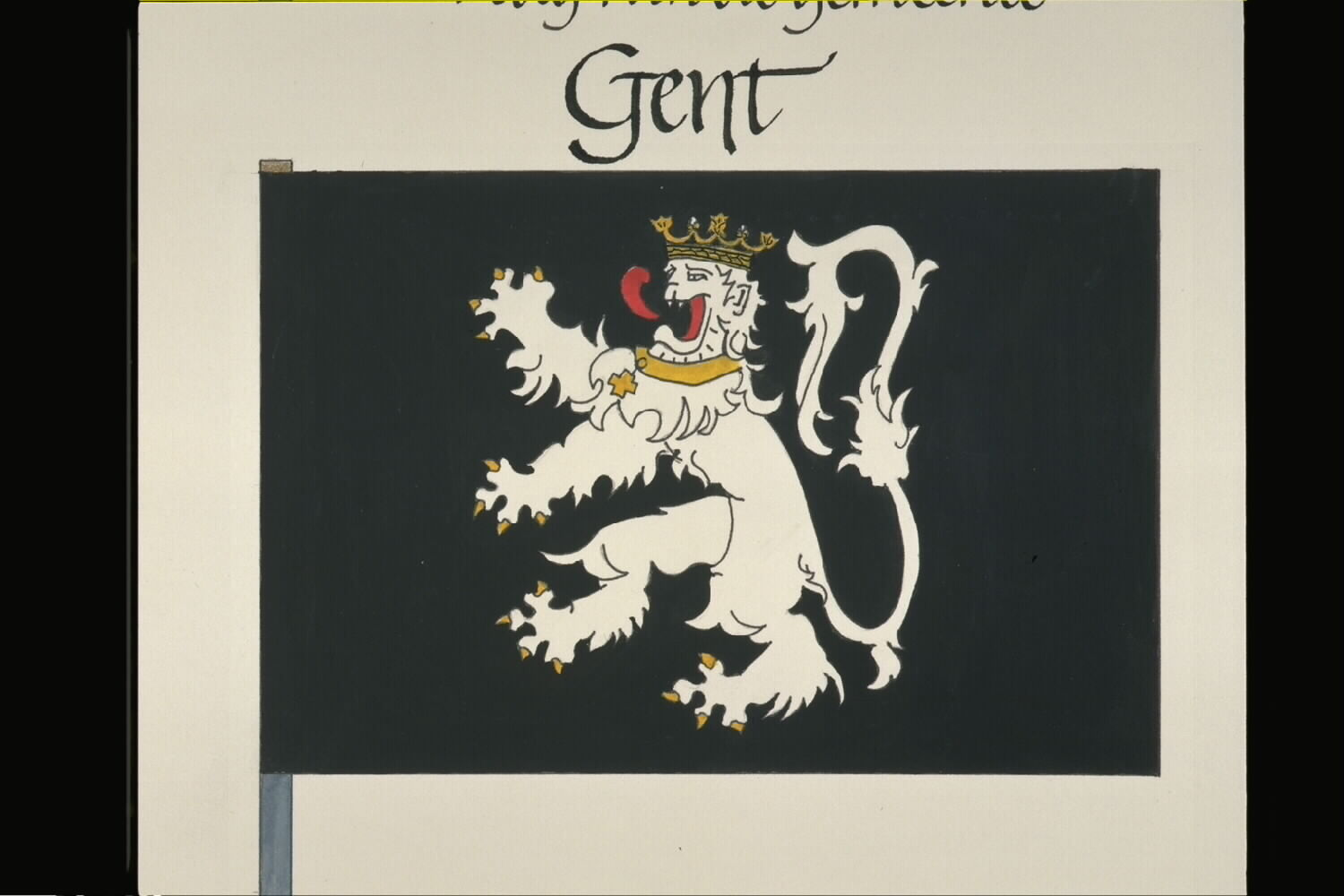
Officiële tekening van de vlag
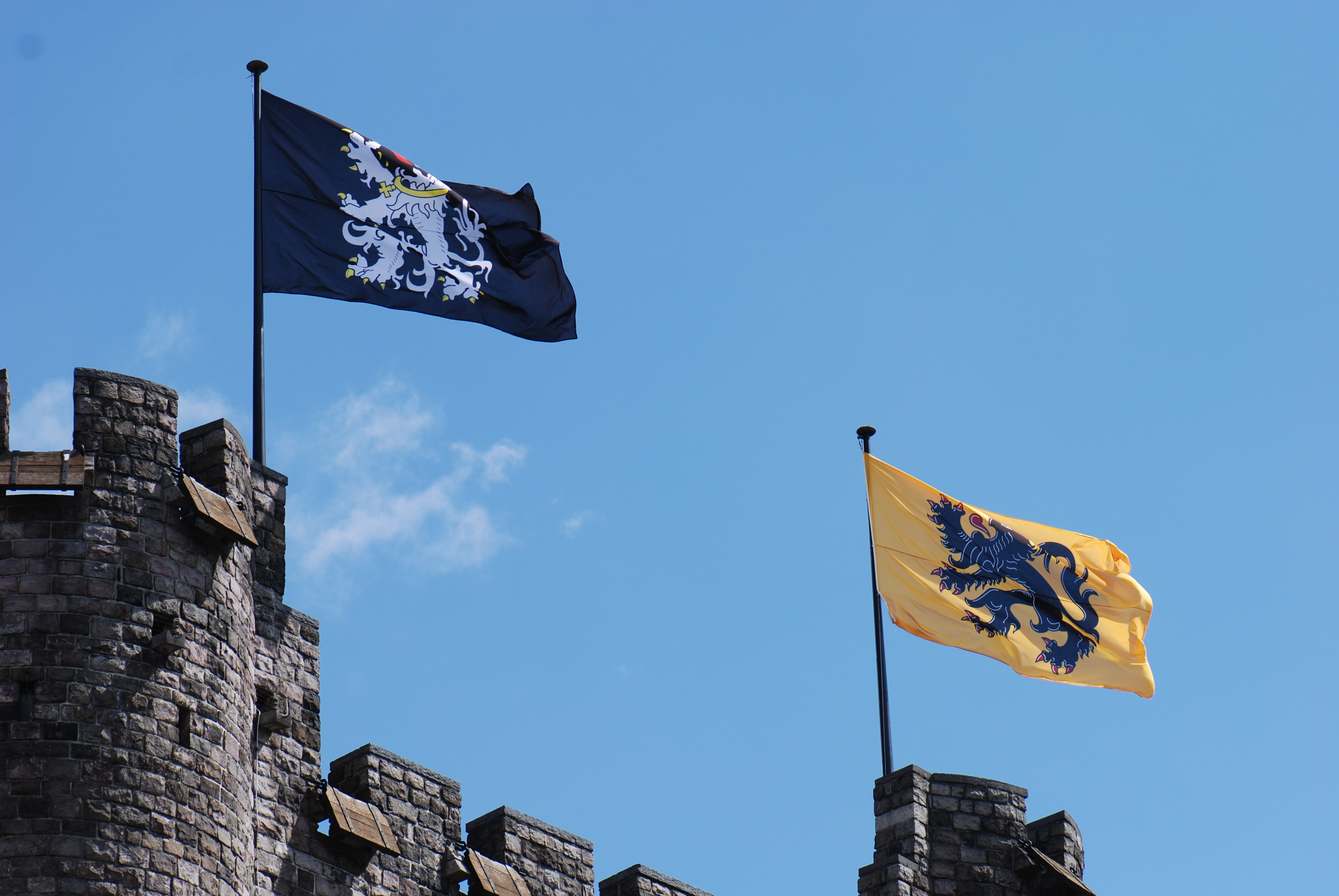
Wapperde vlaggen van Gent (links) en Vlaanderen op het Gravensteen. De stadsvlag van Gent maakt gebruik van een leeuw met een eerder ontwerp dan die van de Vlaamse vlag.
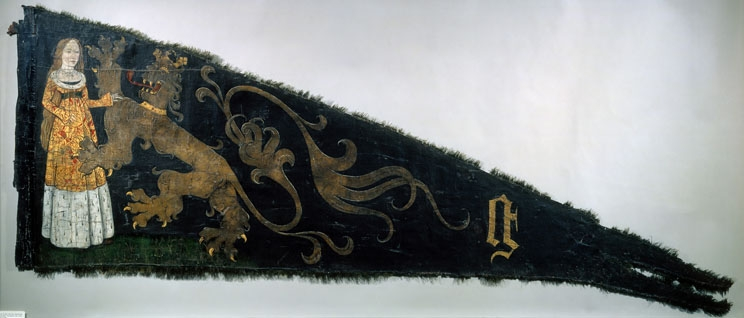
Gentse maagd met leeuw. Vlag van de stad Gent, toegeschreven aan Van den Bossche. 1481–82.